# Stojnice
Stojnice su razdoblje utvrđeno ugovorom u kojem je brodar dužan držati brod raspoloživim za ukrcaj ili iskrcaj tereta bez posebne naknade, a naručitelj te radnje obaviti.
Da bi stojnice počele teći, potrebno je da brodar obavijesti krcatelja odnosno primatelja da je brod spreman za ukrcaj odnosno za iskrcaj tereta. S obzirom na važnost očuvanja dokaza o činjenici da je obavijest dana i kad je dana, opće je usvojena praksa da se ona predaje pisano, pa se zove pismo spremnosti (eng. notice of readiness).